# Stefan Dembicki
Stefan "Stanis" Dembicki (n. 15 iulie 1913 – d. 23 septembrie 1985) a fost un jucător de fotbal francez născut în Germania de origine poloneză, care a jucat la RC Lens. Este cunsocut deoarece a marcat 16 goluri în meciul RC Lens - Auby-Asturias (scor final 32-0), deținând împreună cu cipriotul Panagiotis Pontikos recordul pentru cele mai multe goluri marcate într-o partidă.